# Reuilly – Diderot (Métro Paris)

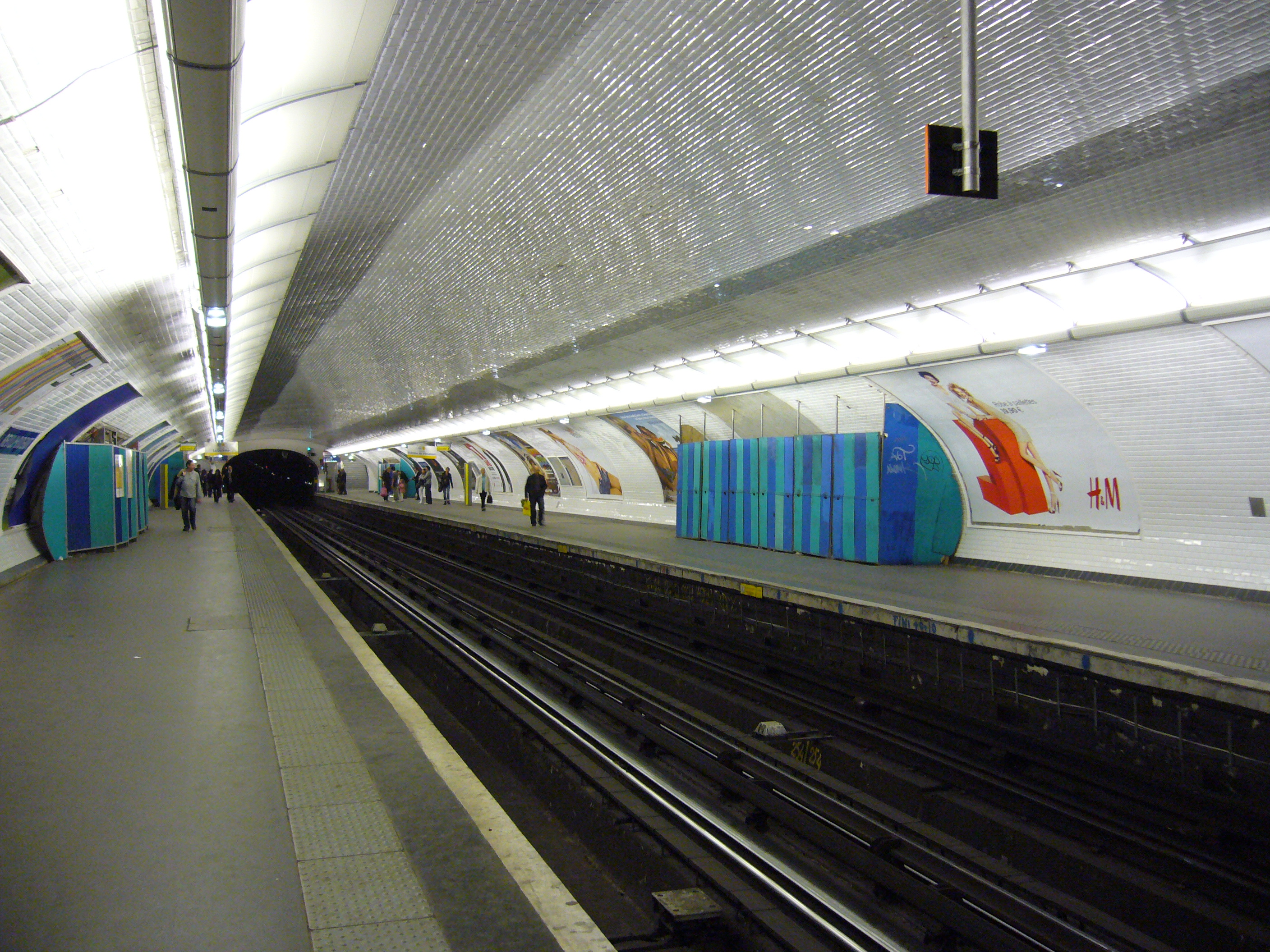
Station der Linie 1 noch ohne Bahnsteigtüren, 2009

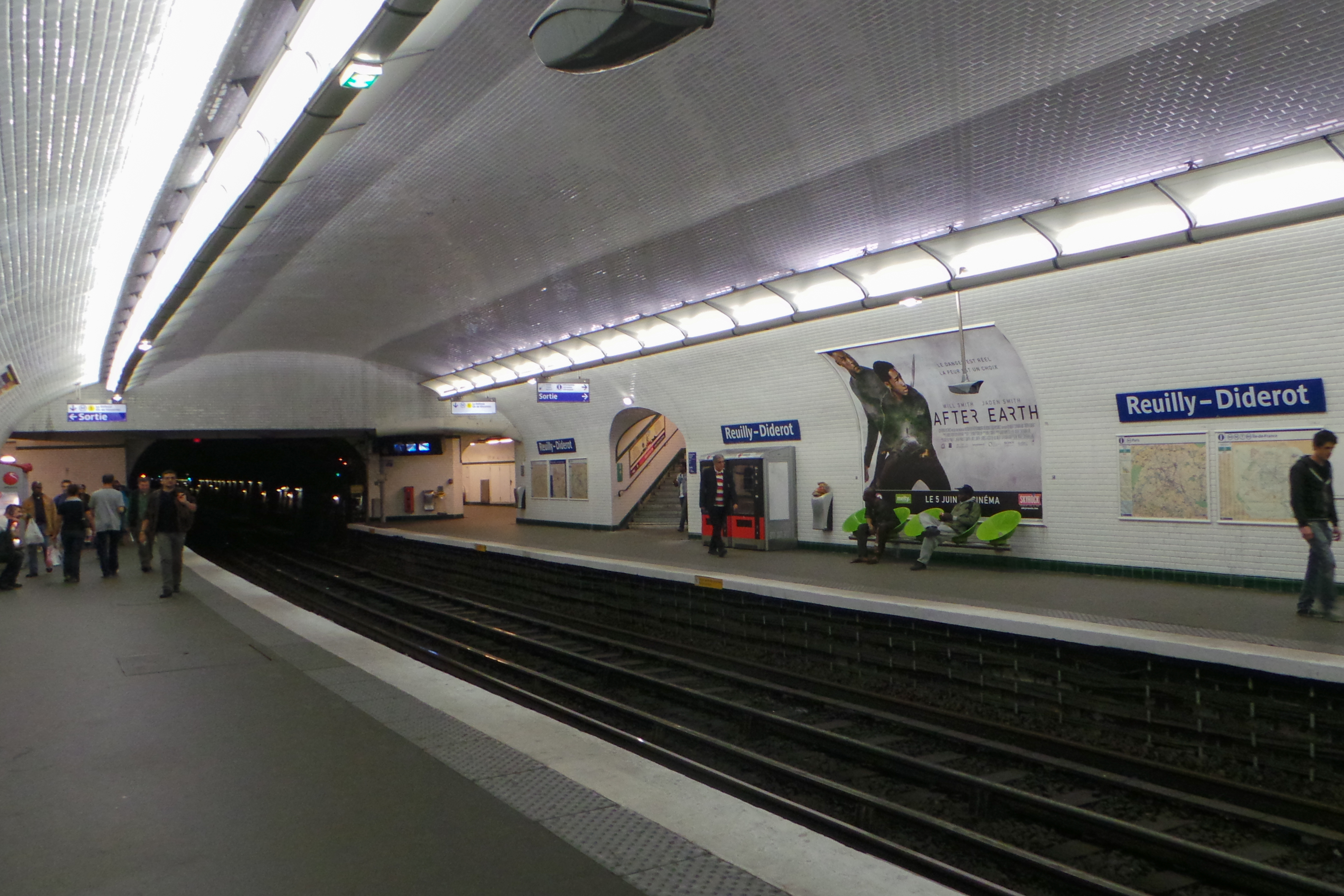
Station der Linie 8

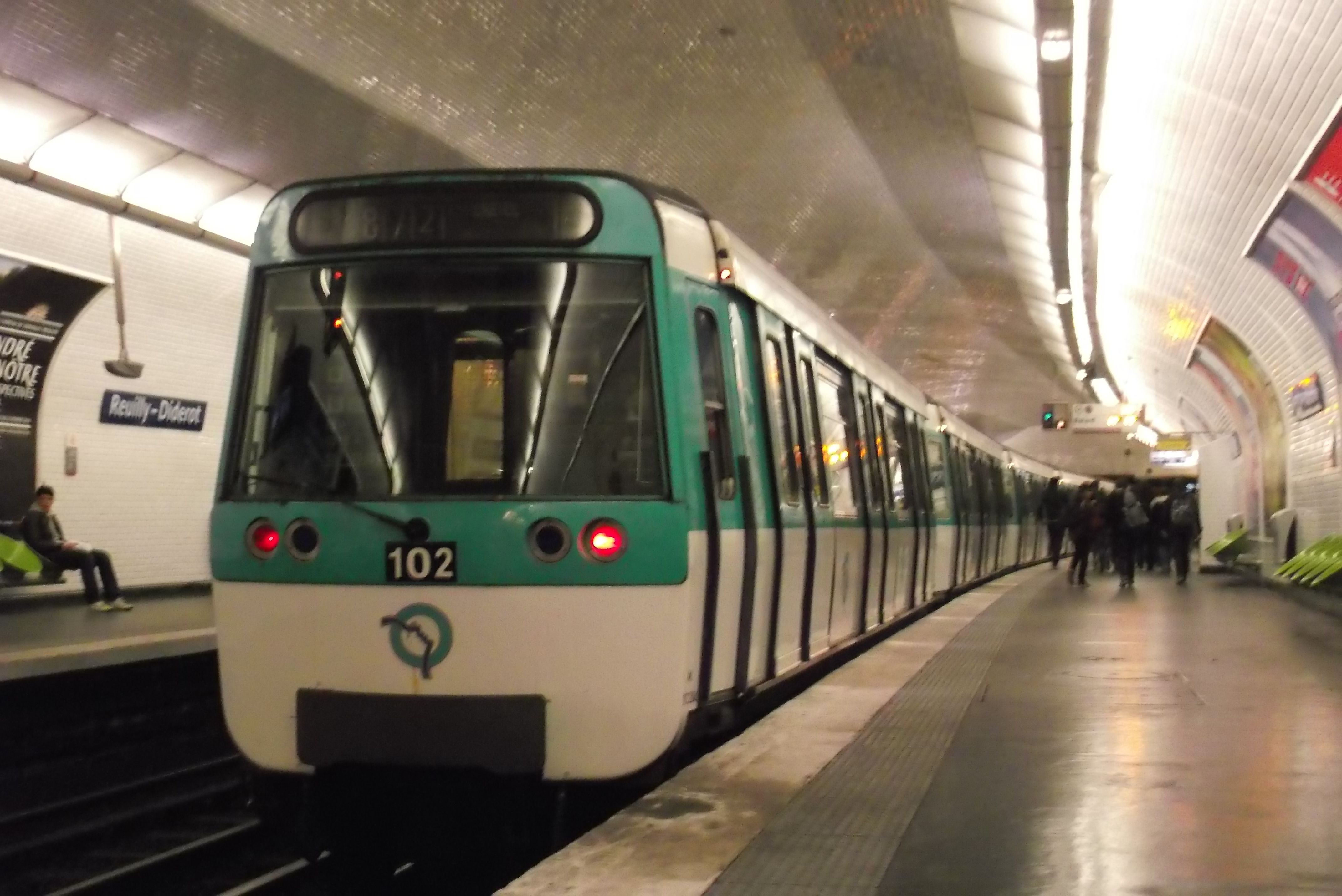
Zug der Baureihe MF 77

Reuilly – Diderot [ʁœji didʁo] ist ein unterirdischer Umsteigebahnhof der Pariser Métro. Er wird von den Linien 1 und 8 bedient.

## Lage
Der U-Bahnhof befindet sich im Quartier de Picpus des 12. Arrondissements von Paris. Die Station der Linie 8 liegt längs unter der Rue de Reuilly südlich deren Kreuzung mit dem Boulevard Diderot, die der Linie 1 längs unter dem Boulevard Diderot westlich dieser Kreuzung.

## Name
Namengebend sind die Straßen Rue de Reuilly und Boulevard Diderot. Die Rue de Reuilly führte zum ehemaligen Weiler Reuilly, dessen Name als Stadtviertel Quartier de Reuilly weiter existiert. Der Schriftsteller und Philosoph Denis Diderot (1713–1784) war u. a. Mitherausgeber des 72.000 Artikel umfassenden Nachschlagewerks Encyclopédie ou Dictionnaire raisonné des sciences, des arts et des métiers.
Bis zur Eröffnung der Station der Linie 8 im Jahr 1931 hieß der U-Bahnhof nur „Reuilly“.

## Geschichte und Beschreibung
Die Station der Linie 1 wurde am 20. August 1900, einen Monat nach der Eröffnung der Linie, in Betrieb genommen. Diese erste Pariser Métrolinie durchquerte die Stadt von West nach Ost, sie verlief zunächst nur von Porte Maillot bis Porte de Vincennes. Am 5. Mai 1931 ging die Station der Linie 8 in Betrieb, als zu Beginn der Kolonialausstellung im Bois de Vincennes deren Abschnitt von Richelieu – Drouot bis Porte de Charenton eröffnet wurde.
Beide Stationen weisen Seitenbahnsteige an zwei Streckengleisen auf und liegen unter elliptischen, weiß gefliesten Gewölbedecken. Die Seitenwände der Station der Linie 1 folgen der Krümmung der Ellipse, bei der Linie 8 verlaufen sie im unteren Bereich geradlinig vertikal. Die Station der Linie 1 wurde Anfang der 1960er Jahre von 75 m auf 105 m verlängert, um Sieben-Wagen-Züge aufnehmen zu können, die der Linie 8 wurde von vornherein mit dieser Länge gebaut. Südlich der Station der Linie 8 existiert ein einfacher Gleiswechsel. Die Bahnsteige der Station der Linie 1 wurden Ende Mai 2008, im Zuge der Einführung des fahrerlosen Betriebs, angehoben und später mit Bahnsteigtüren versehen.
An der Kreuzung des Boulevard Diderot mit der Rue de Reuilly unterquert die Linie 8 die Linie 1. Dort gibt es drei Zugänge, ein vierter liegt an der Rue de Chaligny. Die drei auf der Südseite des Boulevard Diderot befindlichen Zugänge sind durch je einen von Adolphe Dervaux im Stil des Art déco entworfenen Kandelaber, der den Schriftzug METRO trägt, markiert.

## Fahrzeuge
Zunächst verkehrten auf der Linie 1 Züge, die aus einem Triebwagen mit nur einem Führerstand und zwei Beiwagen bestanden. Diese Fahrzeuge waren zweiachsig und jeweils knapp neun Meter lang. Bereits 1902 wurden Acht-Wagen-Züge mit je einem Triebwagen an den Zugenden gebildet. Bis 1905 wurden die Triebwagen, ab 1906 auch die Beiwagen durch längere, vierachsige Fahrzeuge auf Drehgestellen ersetzt. 1908 hielten grün lackierte Fünf-Wagen-Züge der Bauart Sprague-Thomson auf der Linie 1 Einzug, die sich dort bis in die 1960er Jahre hielten. Ab Mai 1963 wurden die auf Schienen verkehrenden Sprague-Thomson-Züge sukzessive durch gummibereifte Fahrzeuge der Baureihe MP 59 abgelöst, bis Dezember 1964 herrschte Mischverkehr der zwei Betriebsarten. 1997 folgte die Baureihe MP 89 CC, die mit der Aufnahme des automatischen Betriebs der Baureihe MP 05 wich.
Während der Kolonialausstellung 1931 verkehrten an der Station der Linie 8 Sieben-Wagen-Züge der Bauart Sprague-Thomson, später wurden die Zuglängen auf fünf Wagen verkürzt. Von 1975 an kamen MF-67-Züge auf die Linie 8, die ab 1980 durch die Baureihe MF 77 ersetzt wurden.